# Pana (Founzan)
Pour les articles homonymes, voir Pana.
Pana est une commune rurale située dans le département de Founzan de la province de Tuy dans la région des Hauts-Bassins au Burkina Faso.

## Géographie
Pana – qui présente un habitat très dispersé au sein de son territoire – se trouve à 10 km au sud-est de Founzan.

## Santé et éducation
Le centre de soins le plus proche de Pana est le centre de santé et de promotion sociale (CSPS) de Founzan.